# 埃格河畔圣莫里斯
埃格河畔圣莫里斯（法語：Saint-Maurice-sur-Eygues，法語發音：[sɛ̃ moʁis syʁ ɛɡ]）是法国德龙省的一个市镇，位于该省南部，属于尼永斯区。埃格河畔圣莫里斯所产红酒为法国国家地理标志保护产品（AOC）。

## 地理
埃格河畔圣莫里斯（44°17'54"N, 5°0'39"E）面积8.82 平方千米，位于法国奥弗涅-罗讷-阿尔卑斯大区德龙省，该省份为法国东南部内陆省份，北起顺时针与伊泽尔省、上阿尔卑斯省、上普罗旺斯阿尔卑斯省、沃克吕兹省和阿尔代什省接壤。
与埃格河畔圣莫里斯接壤的市镇（或旧市镇、城区）包括：比松、蒂莱特、万索布尔、维勒迪约、维桑。

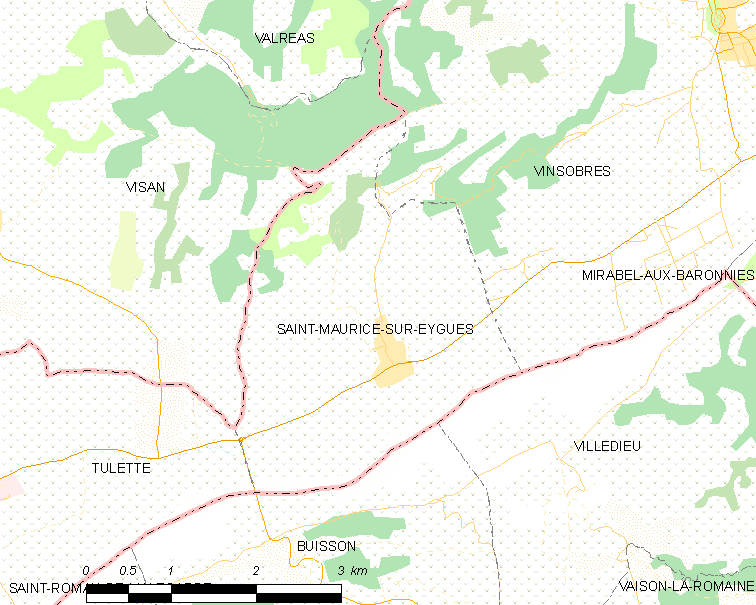
埃格河畔圣莫里斯的OSM定位图

埃格河畔圣莫里斯的时区为UTC+01:00、UTC+02:00（夏令时）。

## 行政
埃格河畔圣莫里斯的邮政编码为26110，INSEE市镇编码为26317。

## 政治
埃格河畔圣莫里斯所属的省级选区为尼永斯-巴罗尼县。

## 人口

1962-2008年间埃格河畔圣莫里斯人口变化图示

埃格河畔圣莫里斯于2022年1月1日时的人口数量为795人。